# Serica deuvei
Serica deuvei är en skalbaggsart som beskrevs av Ahrens 2005. Serica deuvei ingår i släktet Serica och familjen Melolonthidae. Inga underarter finns listade i Catalogue of Life.